# Saillat-sur-Vienne
 Saillat-sur-Vienne  (en occitano Salhac) es una población y comuna francesa, situada en la región de Lemosín, departamento de Alto Vienne, en el distrito de Rochechouart y cantón de Saint-Junien-Ouest.

## Demografía
| 1005 | 1232 | 1268 | 1112 | 962 | 799 | 812 |
| Para los censos de 1962 a 1999 la población legal corresponde a la población sin duplicidades (Fuente: INSEE [Consultar]) |      |      |      |     |     |     |